# Pastwisko (Budzyń)
Pastwisko – część wsi Budzyń w Polsce, położona w województwie małopolskim, w powiecie krakowskim, w gminie Liszki.
W latach 1975–1998 Pastwisko administracyjnie należało do województwa krakowskiego.